# Wilhelm Goeters
Wilhelm Gustav Goeters (* 9. Januar 1878 in Rheydt; † 17. April 1953 in Bonn) war ein deutscher reformierter Theologe und Professor für Kirchengeschichte.

## Leben
Der Sohn des Tuchfabrikanten August Goeters wurde nach dem Studium der Evangelischen Theologie 1902 Studieninspektor am reformierten Konvikt in Halle und habilitierte sich 1909 an der Universität Halle mit einer (später erweitert publizierten) Arbeit über den reformierten Pietismus in den Niederlanden. Während seines Studiums wurde er Mitglied beim Verein Deutscher Studenten zu Bonn. Zudem wurde er im Jahre 1930 Mitglied des Bonner Wingolf. Ab 1913 wirkte er als Extraordinarius für Kirchengeschichte an der Universität Bonn. Nach der Konversion von Erik Peterson zur römisch-katholischen Kirche konnte er 1931 auf dessen Lehrstuhl aufrücken. Nach anfänglichen Sympathien für die nationalsozialistischen „Deutschen Christen“ (er kannte den Reichsbischof Ludwig Müller aus dessen Studienzeit in Halle und konnte ihn 1933 beraten) distanzierte er sich später und wurde 1935 an die Universität Münster versetzt. Hier unterstützte er die Bekennende Kirche, trat aber auch 1936 dem Reichskirchenausschuss bei, den der Minister für kirchliche Angelegenheiten Hanns Kerrl eingerichtet hatte. Im September 1937 wurde Goeters zum ordentlichen Mitglied der Historischen Kommission für Westfalen gewählt, aus der er aber 1945 wieder ausschied. Ende 1945 kehrte er auf seinen Lehrstuhl nach Bonn zurück und lehrte noch nach seiner Emeritierung 1946 und der Berufung Ernst Bizers zu seinem Nachfolger 1948.
Einer seiner Söhne, Johann Friedrich Gerhard Goeters, war als Nachfolger Bizers ebenfalls Professor für Kirchengeschichte in Bonn.

## Schriften (Auswahl)
- Adrian van Haemstede's Wirksamkeit in Antwerpen und Aachen. Kritisch chronologisch untersucht und nach ihrer Stellung innerhalb der Reformationsgeschichte gekennzeichnet. In: Theologische Arbeiten aus dem rheinischen wissenschaftlichen Prediger-Verein. N.F. 8, 1906, S. 50–95, 9, 1907, S. 25–29.
- Die Vorbereitung des Pietismus in der reformierten Kirche der Niederlande bis zur labadistischen Krisis 1670. Hinrichs, Leipzig 1911.
- Die hochteure Pforte, da der Mensch Gott und sich selbst beschauen und zum übersinnlichen Leben gelangen mag : 6 Schriften von Jakob Böhme, darunter das Gebetbüchlein vom Jahre 1624. Furche, Berlin 1924.
- Jean Calvin: Auslegung der Heiligen Schrift. Neue Reihe. Bd. 1., Auslegung der Genesis. Neukirchen 1956.